# 杉本和喜代
杉本 和喜代（すぎもと かずきよ、1934年 - ）は、和歌山県出身の元アマチュア野球選手（投手）。

## 来歴・人物
新宮高等学校では甲子園に3回出場。1950年夏の選手権では2回戦（初戦）で鳴門高に敗退、この試合での登板はなかった。翌1951年春の選抜に出場、1回戦で扇町商の横山光次と投げ合うが完封負け。1952年夏の選手権は1回戦で小坂佳隆、斎田忠利を打の中心とする法政二高を1-0で完封。続く2回戦は、この大会に優勝した芦屋高の植村義信に0-2で完封を喫する。この時のチームメイトに三塁手の岡田守雄、中堅手の川崎啓之介がいた。
明治大学に進学。東京六大学野球リーグでは在学中3回の優勝を経験。1年上の秋山登とともに投手陣を支えた。1954年、1955年には全日本大学野球選手権を連覇。1956年には主将を務める。リーグ通算34試合登板、10勝5敗、防御率1.33、86奪三振。
大学卒業後は社会人野球の日本鋼管に進む。1961年の都市対抗では日本石油に補強され、佐々木吉郎とともに投手陣の主軸として勝ち進む。決勝では6回から佐々木をリリーフして新三菱重工を無失点に抑え、12回表に自ら2点決勝適時打を放ち優勝を飾る。同大会の橋戸賞を獲得した。1962年1月の第4回アジア野球選手権大会日本代表（前年の都市対抗優勝チーム）として、日本の優勝に貢献。
現役引退後は日本鋼管野球部監督を務めた。